# Траутманн, Берт
Бернхард Карл (Берт) Траутманн (нем. Bernhard Carl «Bert» Trautmann; 22 октября 1923, Бремен — 19 июля 2013, Ла-Льоса) — немецкий футболист, игравший на позиции вратаря. Единственный немец, включённый в Зал славы английского футбола.

## Ранние годы
Берт Траутманн родился 22 октября 1923 года в Валле — рабочем квартале на западе Бремена. Его отцом был Карл Траутман — инженер, работавший на заводе по производству удобрений в городских доках, матерью Фрида Траутман (урождённая Эльстер), домохозяйка. Берт был старшим из двух выживших сыновей пары; ещё один брат (старший) умер вскоре после рождения. Другой брат, Карл-Хайнц был младше его на три года; с ним Берт сохранил доверительные отношения всю его жизнь. 
Детство Траутманна пришлось на тяжёлый период истории Германии: из-за унизительный условий Версальского мира страна оказалась в жесточайшем экономическом кризисе, который затронул все слои населения. В результате семья Берта жила очень бедно, им пришлось продать частный дом и перебраться в рабочий квартал Бремена. 
С ранних лет Траутманн серьёзно увлекался спортом. Он играл в футбол, гандбол и фёлькербол (разновидность игры «вышибалы»). Хотя Берт был способным учеником, но достаточно быстро потерял интерес к академическим предметам, сосредоточившись на спорте и участвовал в мероприятиях, проходивших на открытом воздухе. В 8 лет он присоединился к YMCA, а также попал в местный любительский футбольный клуб «Синие и Белые» (нем. Blau und Weiss).
В 1933 году к власти в Германии пришли к власти нацисты. В августе того же года родители записали мальчика в состав Юнгфолька — отделения Гитлерюгенда для детей от 10 до 14 лет, а в 1937 году Берт вступил и старшее Гитлерюгенд. Высокий и спортивного телосложения светловолосый юноша был достаточно красив и выделялся в составе организации. В 1934 году он выиграл местные юниорских соревнований по лёгкой атлетике и за спортивные достижения был награждён сертификатом, подписанным президентом Германии Паулем фон Гинденбургом. В 1938 году Берт занял 2 место на национальных юношеских Олимпийских играх, проводившихся на Олимпийском стадионе в Берлине, в трёх дисциплинах: беге на 60 метров, прыжках в длину и метании гранаты.
В 14 лет Берт бросил школу, чтобы согласно указу правительства помогать развитию сельского хозяйства. К началу Второй мировой войны он работал помощником автомеханика.

## Война и плен
В 1941 году Траутманн был мобилизован люфтваффе. В течение 4-х лет он служил парашютистом в немецких военно-воздушных силах, выполняя военные операции на Восточном фронте. Он был награждён пятью медалями, включая Железный крест I степени. Траутманна брали в плен советские войска, однако он смог бежать из лагеря. Позже Берт был направлен на Западный фронт, где 27 марта 1945 года был захвачен в плен британскими войсками. Из 1000 человек, служивших с ним в полку, в живых осталось лишь 90. Траутманна направили в лагерь для военнопленных в городе Эштон-ин-Макерфилд в графстве Ланкашир.

## Футбольная карьера в Англии
В 1948 году, когда Берт был освобождён, ему предложили вернуться в Германию. Однако Траутманн отклонил предложение и остался жить в Ланкашире, сочетая работу на ферме с игрой на воротах в местной команде «Сент-Хеленс Таун». Вскоре его игра была замечена клубами футбольной лиги, и в октябре 1949 года он подписал контракт с «Манчестер Сити». Решение клуба подписать контракт с бывшим военнослужащим нацистского блока привело к массовой демонстрации протеста, на которую пришли около 20 000 человек. Но вскоре Траутманн получил признание у поклонников команды, отыграв 250 из 255 матчей. Интересно, что свою футбольную карьеру он начинал, играя на позиции полусреднего нападающего (инсайда) в бременском «Туре» в 1930-е.
Названный в 1956 году футболистом года, Берт вошёл в футбольный фольклор туманного Альбиона после финала Кубка Англии 1956 года. Тогда за 15 минут до конца игры немец получил тяжёлую травму в результате столкновения с игроком «Бирмингем Сити» Питером Мерфи, но мужественно доиграл матч и помог «Сити» отстоять победный счёт 3:1. Три дня спустя рентген показал, что Траутманн доигрывал матч со сломанной шеей.
Берт остался в команде до 1964 года. Он провёл за клуб 545 матчей. После окончания карьеры игрока Траутманн работал с командами низших лиг Англии и Германии, а затем, в качестве помощника немецкой футбольной ассоциации слаборазвитым футбольным странам, тренировал сборные Бирмы, Либерии и Пакистана. В 2004 году футболист стал офицером ордена Британской империи за сближение отношений между Германией и Англией.

## Личная жизнь
Берт Траутманн был трижды женат. В 1950 году он женился на британке Маргарет Фрайар, которая родила ему троих сыновей — Джона, Марка и Стивена. В 1956 году, через некоторое время после финала Кубка Англии, 5-летнего Джона насмерть сбил автомобиль. В 1960-х супруги развелись. Также у Берта была внебрачная дочь, но он с ней не общался.
В 1970-е в Бирме Берт женился на немке Урсуле фон дер Хейд, но в 1982 году развёлся и с ней. Третьей женой экс-голкипера стала женщина по имени Марлис. Они поженились в 1990 году и прожили вместе вплоть до смерти Траутманна.
Берт Траутманн скончался 19 июля 2013 года в своём доме в Испании в возрасте 89 лет.

## В кинематографе
В 2018 году о жизни Берта Траутманна был снят художественный фильм «Траутманн» (в российском прокате — «Голкипер») (Великобритания, Германия). Роль Траутманна сыграл Давид Кросс.

## Статистика клубной карьеры
Источники.
| Клуб             | Сезон            | Лига                 | Лига   | Лига  | Кубок Англии | Кубок Англии | Кубок лиги | Кубок лиги | Всего  | Всего |
| Клуб             | Сезон            | Дивизион             | Матчей | Голов | Матчей       | Голов        | Матчей     | Голов      | Матчей | Голов |
| ---------------- | ---------------- | -------------------- | ------ | ----- | ------------ | ------------ | ---------- | ---------- | ------ | ----- |
| Сент-Хеленс Таун | 1948—1949        | Комбинация Ливерпуля | 34     | 0     | 1            | 0            | —          | —          | 35     | 0     |
| Сент-Хеленс Таун | 1949—1950        | Комбинация Ланкашира | 9      | 0     | 1            | 0            | —          | —          | 10     | 0     |
| Сент-Хеленс Таун | Всего            | Всего                | 43     | 0     | 2            | 0            | —          | —          | 45     | 0     |
| Манчестер Сити   | 1949—1950        | Первый дивизион      | 26     | 0     | 0            | 0            | —          | —          | 26     | 0     |
| Манчестер Сити   | 1950—1951        | Второй дивизион      | 42     | 0     | 1            | 0            | —          | —          | 43     | 0     |
| Манчестер Сити   | 1951—1952        | Первый дивизион      | 41     | 0     | 2            | 0            | —          | —          | 43     | 0     |
| Манчестер Сити   | 1952—1953        | Первый дивизион      | 42     | 0     | 3            | 0            | —          | —          | 45     | 0     |
| Манчестер Сити   | 1953—1954        | Первый дивизион      | 42     | 0     | 2            | 0            | —          | —          | 44     | 0     |
| Манчестер Сити   | 1954—1955        | Первый дивизион      | 40     | 0     | 6            | 0            | —          | —          | 46     | 0     |
| Манчестер Сити   | 1955—1956        | Первый дивизион      | 40     | 0     | 7            | 0            | —          | —          | 47     | 0     |
| Манчестер Сити   | 1956—1957        | Первый дивизион      | 21     | 0     | 2            | 0            | —          | —          | 23     | 0     |
| Манчестер Сити   | 1957—1958        | Первый дивизион      | 34     | 0     | 1            | 0            | —          | —          | 35     | 0     |
| Манчестер Сити   | 1958—1959        | Первый дивизион      | 41     | 0     | 2            | 0            | —          | —          | 43     | 0     |
| Манчестер Сити   | 1959—1960        | Первый дивизион      | 41     | 0     | 1            | 0            | —          | —          | 42     | 0     |
| Манчестер Сити   | 1960—1961        | Первый дивизион      | 40     | 0     | 4            | 0            | 2          | 0          | 46     | 0     |
| Манчестер Сити   | 1961—1962        | Первый дивизион      | 40     | 0     | 2            | 0            | 1          | 0          | 43     | 0     |
| Манчестер Сити   | 1962—1963        | Первый дивизион      | 15     | 0     | 0            | 0            | 1          | 0          | 16     | 0     |
| Манчестер Сити   | 1963—1964        | Второй дивизион      | 3      | 0     | 0            | 0            | 0          | 0          | 3      | 0     |
| Манчестер Сити   | Всего            | Всего                | 508    | 0     | 33           | 0            | 4          | 0          | 545    | 0     |
| Веллингтон Таун  | 1964—1965        | Южная лига           | 2      | 0     | 0            | 0            | —          | —          | 2      | 0     |
| Всего за карьеру | Всего за карьеру | Всего за карьеру     | 553    | 0     | 35           | 0            | 4          | 0          | 592    | 0     |